# Общий римский календарь
Общий римский календарь — литургический календарь, который указывает даты празднования святых и таинств Господа (Иисуса Христа) в Римском обряде Католической Церкви, где бы этот литургический обряд ни использовался. Эти празднования являются фиксированной ежегодной датой или происходят в определённый день недели. Примерами являются праздник Крещения Господня в январе и праздник Христа Царя в ноябре. Другие даты связаны с датой Пасхи. Примерами являются праздники Святейшего Сердца Иисуса и Непорочного Сердца Марии.

## Описание
Национальные и епархиальные календари, включая календари самой Римской епархии, а также календари религиозных институтов и даже континентов, добавляют других святых и таинства или переносят празднование определённого святого или таинства с даты, назначенной в Общем календаре, на другую дату.
Эти литургические календари указывают степень или ранг каждого празднования: память (которое может быть просто необязательным), праздник или торжество. Среди других отличий: Gloria произносится или поётся на Мессе праздника, но не на мессе памяти. Символ веры добавляется в торжества.
Последний общий пересмотр Общего римского календаря состоялся в 1969 году и был одобрен motu proprio Mysterii Paschalis Павла VI. Motu proprio и указ о промульгации были включены в книгу Calendarium Romanum, опубликованную в том же году Libreria Editrice Vaticana. В нём содержался официальный документ «Универсальные нормы литургического года и календаря», а также список празднований Общего римского календаря. Оба эти документа в их нынешней пересмотренной форме напечатаны в Римском Миссале после Общего наставления к Римскому Миссалу.